# Ħal Għargħur
Ħal Għargħur (engelska: Għargħur) är en ort och kommun i republiken Malta.Den ligger på ön Malta, 6 kilometer väster om huvudstaden Valletta. 